# 孫長卿
孙长卿（?—?），字次公，扬州人。
以外祖父朱巽的門蔭为秘书省校书郎。提点益州路刑狱，历任开封盐铁判官、江束淮南河北转运使、江浙荆淮发运使。又官陕西都转运使。改庆州知州。授龙图阁直学士、定州知州。神宗時，改兵部侍郎，不久卒。

## 延伸阅读
[在维基数据编辑]
 《宋史·卷331》，出自脱脱《宋史》